# Верхняя Хортица
Верхняя Хортица (укр. Верхня Хортиця) — посёлок в правобережной части города Запорожье, бывшая немецкая колония. Расположен в долине реки Верхняя Хортица. В состав Запорожья посёлок был включён в 1968 году.

## История
Основан меннонитами в 1790 году при участии Григория Потёмкина. Южнее Хортицы на побережье реки Канцуровка располагалась другая немецкая колония Розенталь (нем. Rosental), более известная как Канцуровка, названная в честь близлежащей железнодорожной станции. Являлась центром Хортицкой волости Екатеринославского уезда.
В 1886 году население посёлка составляло 977 жителей. В колонии было 102 двора, церковь, две школы, тюрьма, 9 магазинов, 2 фабрики, сталелитейный завод, машинный завод, красильная фабрика, колёсный завод, гончарная мастерская, гостиница и пристань. В начале XX века здесь была образована первая в Российской империи организация по защите природы. С тех времён и до сегодня здесь сохранились: старинное кладбище, здания школы № 81, мужской гимназии и педагогического института меннонитов. В 1929—1930 годах Верхняя Хортица была центром Хортицкого немецкого национального района.
В северной части Верхней Хортицы около Шушенской улицы растёт легендарный 700-летний Запорожский дуб.